# 267-я штурмовая авиационная дивизия
267-я штурмовая авиационная дивизия (267-я шад) — соединение Военно-воздушных сил (ВВС) Вооружённых сил РККА штурмовой авиации, принимавшее участие в боевых действиях Великой Отечественной войны.

## Наименования дивизии
- 267-я штурмовая авиационная дивизия;
- 5-я гвардейская штурмовая авиационная дивизия;
- 5-я гвардейская штурмовая авиационная Запорожская дивизия;
- 5-я гвардейская штурмовая авиационная Запорожская Краснознамённая дивизия;
- 5-я гвардейская штурмовая авиационная Запорожская Краснознамённая ордена Суворова дивизия;
- 115-я гвардейская штурмовая авиационная Запорожская Краснознамённая ордена Суворова дивизия;
- Полевая почта 53825.

## История и боевой путь дивизии
267-я штурмовая авиационная дивизия сформирована 9 июня 1942 года на основании Приказа НКО № 00122 от 6 июня 1942 года на базе Управления Военно-воздушных сил 58-й армии Брянского фронта.
После завершения формирования дивизия вошла в состав 2-й воздушной армии Воронежского фронта и участвовала в Воронежско-Ворошиловградской оборонительной операции. В ходе этих боев дивизия потеряла 67 самолётов Ил-2. «За плохое руководство» командир дивизии полковник Плещивцев Борис Ильич 8 августа 1942 года был снят с занимаемой должности.
В конце октября дивизия вошла в состав 17-й воздушной армии Юго-Западного фронта и участвовала в Сталинградской битве. Её части вели боевую работу в районах Серафимович, Перелазовский, Боковская, Тацинская, Морозовская, Каменск.
В ноябре они содействовали войскам 5-й танковой и 21-й армий Юго-Западного фронта в прорыве укреплений полосы обороны 3-й румынской армии на участке Ягодный — Клетская, в развитии фланговых ударов этих армий и выходе на реку Дон в районе Сухояновский, Калач. В декабре они поддерживали войска 1-й и 3-й гвардейских армий Юго-Западного фронта в ходе Среднедонской наступательной операции, затем при освобождении Донбасса, в Ворошиловградской наступательной операции. Её лётчики своим действиями обеспечивали форсирование наземными войсками реки Дон, уничтожали авиацию противника на аэродроме Морозовская, содействовали соединениям 3-й гвардейской армии в овладении станицей Боковская.
С января 1943 года дивизия в составе 1-го смешанного авиакорпуса 17-й воздушной армии поддерживала войска Юго-Западного фронта в ходе наступления на ворошиловградском направлении, затем в марте выведена в резерв Ставки ВГК.
За успешное выполнение боевых заданий командования в боях с немецкими захватчиками, организованность и дисциплину, за героизм личного состава 267-я штурмовая авиационная дивизия приказом НКО СССР переименована 1 мая 1943 года в 5-ю гвардейскую штурмовую авиационную дивизию.
В составе действующей армии дивизия находилась с 9 июня 1942 года по 23 марта 1943 года.

## Командиры дивизии
- Полковник Плешивцев Борис Ильич[1], с 9 июня 1942 года по 8 августа 1942 года.
- Полковник Коломейцев, Леонид Викторович[1], с 12 августа 1942 года по 1 мая 1943 года.

## В составе объединений
| Дата          | Фронт (округ)      | Армия                | Корпус                           | Примечания    |
| ------------- | ------------------ | -------------------- | -------------------------------- | ------------- |
| 09.06.1942 г. | Брянский фронт     | 2-я воздушная армия  | -                                | -             |
| 09.06.1942 г. | Воронежский фронт  | 2-я воздушная армия  | -                                | -             |
| 01.10.1942 г. | Резерв ВГК         | -                    | 1-й смешанный авиационный корпус | -             |
| 28.10.1942 г. | Юго-Западный фронт | -                    | 1-й смешанный авиационный корпус | -             |
| 15.11.1942 г. | Юго-Западный фронт | 17-я воздушная армия | 1-й смешанный авиационный корпус | -             |
| 23.03.1943 г. | Резерв ВГК         | -                    | 1-й смешанный авиационный корпус | -             |
| 01.05.1943 г. | Резерв ВГК         | -                    | 1-й смешанный авиационный корпус | переименована |

## Части и отдельные подразделения дивизии
За весь период своего существования боевой состав дивизии не претерпевал изменения:
| Период                  | Наименование                          | Вооружение                        |
| ----------------------- | ------------------------------------- | --------------------------------- |
| 09.06.1942 — 23.10.1942 | 874-й штурмовой авиационный полк      | Ил-2                              |
| 10.06.1942 — 21.10.1942 | 218-й штурмовой авиационный полк      | Ил-2                              |
| 28.06.1942 — 08.11.1942 | 41-й штурмовой авиационный полк       | Ил-2                              |
| 28.06.1943 — 08.08.1942 | 683-й штурмовой авиационный полк      | Ил-2                              |
| 22.08.1942 — 10.10.1942 | 438-й истребительный авиационный полк | полк сопровождения, Харрикейн     |
| 22.10.1942 — 01.05.1943 | 843-й штурмовой авиационный полк      | Ил-2, переименован в 94-й гв. шап |
| 28.10.1942 — 01.05.1943 | 808-й штурмовой авиационный полк      | Ил-2, переименован в 93-й гв. шап |
| 28.10.1942 — 01.05.1943 | 950-й штурмовой авиационный полк      | Ил-2, переименован в 95-й гв. шап |
| 28.11.1942 — 11.12.1942 | 672-й штурмовой авиационный полк      | Ил-2                              |

## Участие в операциях и битвах
- Воронежско-Ворошиловградская операция (1942) — с 6 июня по 24 июля 1942 года.
- Сталинградская битва — с 19 ноября 1942 года по 2 февраля 1943 года
- Среднедонская операция — с 16 декабря 1942 года по 30 декабря 1943 года
- Ворошиловградская операция «Скачок» — с 29 января 1943 года по 18 февраля 1943 года

## Присвоение гвардейских званий
- 267-я штурмовая авиационная дивизия 1 мая 1943 года за образцовое выполнение заданий командования и проявленные при этом мужество и героизм Приказом НКО СССР переименована в 5-ю гвардейскую штурмовую авиационную дивизию[2].
- 808-й штурмовой авиационный полк 1 мая 1943 года за образцовое выполнение заданий командования и проявленные при этом мужество и героизм Приказом НКО СССР переименован в 93-й гвардейский штурмовой авиационный полк[2].
- 843-й штурмовой авиационный полк 1 мая 1943 года за образцовое выполнение заданий командования и проявленные при этом мужество и героизм Приказом НКО СССР переименован в 94-й гвардейский штурмовой авиационный полк[2].
- 950-й штурмовой авиационный полк 1 мая 1943 года за образцовое выполнение заданий командования и проявленные при этом мужество и героизм Приказом НКО СССР переименован в 95-й гвардейский штурмовой авиационный полк[2].

## Отличившиеся воины дивизии
- Абдиров Нуркен Абдирович, сержант, лётчик 808-го штурмового авиационного полка 267-й штурмовой авиационной дивизии 1-го смешанного авиационного корпуса 17-й воздушной армии 31 марта 1943 года удостоен звания Герой Советского Союза. Посмертно
- Алексеев Борис Павлович, младший лейтенант, заместитель командира эскадрильи 808-го штурмового авиационного полка 267-й штурмовой авиационной дивизии 1-го смешанного авиационного корпуса 17-й воздушной армии 31 марта 1943 года удостоен звания Герой Советского Союза. Посмертно.